# Hořice, Pelhřimov
Hořice là một làng thuộc huyện Pelhřimov, vùng Vysočina, Cộng hòa Séc.